# Lijst van Nederlandse staatssecretarissen van Volkshuisvesting, Ruimtelijke Ordening en Milieubeheer
Dit is een lijst van Nederlandse staatssecretarissen van Volkshuisvesting, Ruimtelijke Ordening en Milieubeheer.
| Kabinet | Periode   | Staatssecretaris | Bijzonderheden |
| --- | --------- | ---------------- | --- |
| Vanaf 1971 staatssecretaris van Volkshuisvesting & Ruimtelijke Ordening.                                                       |           |                  | |
| kabinet-Biesheuvel I | 1971-1972 | Werner Buck      | |
| kabinet-Biesheuvel II | 1972-1973 | Werner Buck      | |
| kabinet-Den Uyl | 1973-1977 | J. Schaefer      | Afgetreden op 8 september 1977, stadsvernieuwing                                                                                     |
| kabinet-Den Uyl | 1973-1977 | M. van Dam       | Afgetreden op 8 september 1977, planning en huisvesting van mensen met bijzondere woonbehoefte en Bescherming van huurders en kopers |
| kabinet-Van Agt I | 1977-1981 | Gerrit Brokx     | |
| kabinet-Van Agt II | 1981-1982 | Siepie de Jong   | |
| kabinet-Van Agt III | 1982      | -                | |
| Kabinet | Periode   | Staatssecretaris | Bijzonderheden |
| Vanaf 1982 staatssecretaris van Volkshuisvesting, Ruimtelijke Ordening en Milieubeheer.                                        |           |                  | |
| kabinet-Lubbers I | 1982-1986 | Gerrit Brokx     | |
| kabinet-Lubbers II | 1986-1989 | Gerrit Brokx     | Afgetreden op 23 oktober 1986 |
| kabinet-Lubbers II | 1986-1989 | Enneüs Heerma    | Opvolger Brokx |
| kabinet-Lubbers III | 1989-1994 | Enneüs Heerma    | |
| kabinet-Kok I | 1994-1998 | Dick Tommel      | |
| kabinet-Kok II | 1998-2002 | Johan Remkes     | |
| kabinet-Balkenende I | 2002-2003 | Pieter van Geel  | |
| kabinet-Balkenende II | 2003-2006 | Pieter van Geel  | |
| kabinet-Balkenende III | 2006-2007 | Pieter van Geel  | |
| kabinet-Balkenende IV | 2007-2010 | -                | |
| Vanaf 2010: zie de Lijst van Nederlandse staatssecretarissen van Infrastructuur en Milieu voor staatssecretarissen van Milieu. |           |                  | |

Binnenlandse Zaken en Koninkrijksrelaties · Buitenlandse Zaken · Defensie · Economische Zaken · Financiën · Justitie · Landbouw, Natuur en Voedselkwaliteit · Onderwijs, Cultuur en Wetenschap · Sociale Zaken en Werkgelegenheid · Verkeer en Waterstaat · Volksgezondheid, Welzijn en Sport

Staatssecretariaten op voormalige ministeries: Volkshuisvesting, Ruimtelijke Ordening en Milieubeheer